# Операция «Солнцестояние»

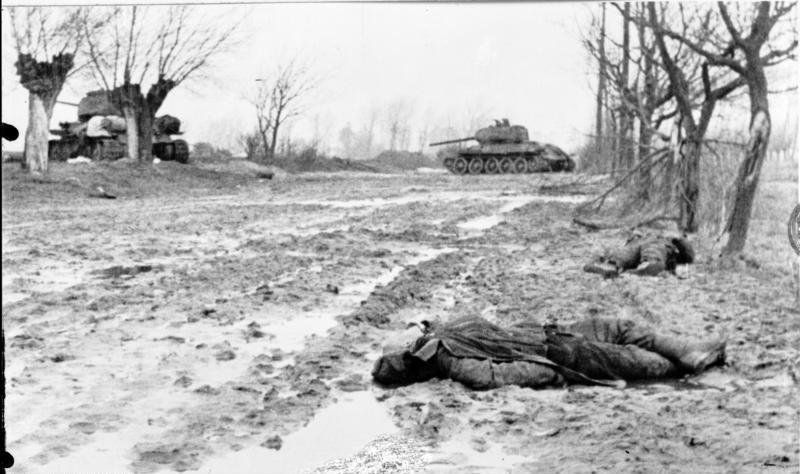
После боя в южной части Померании, 20 февраля 1945 года

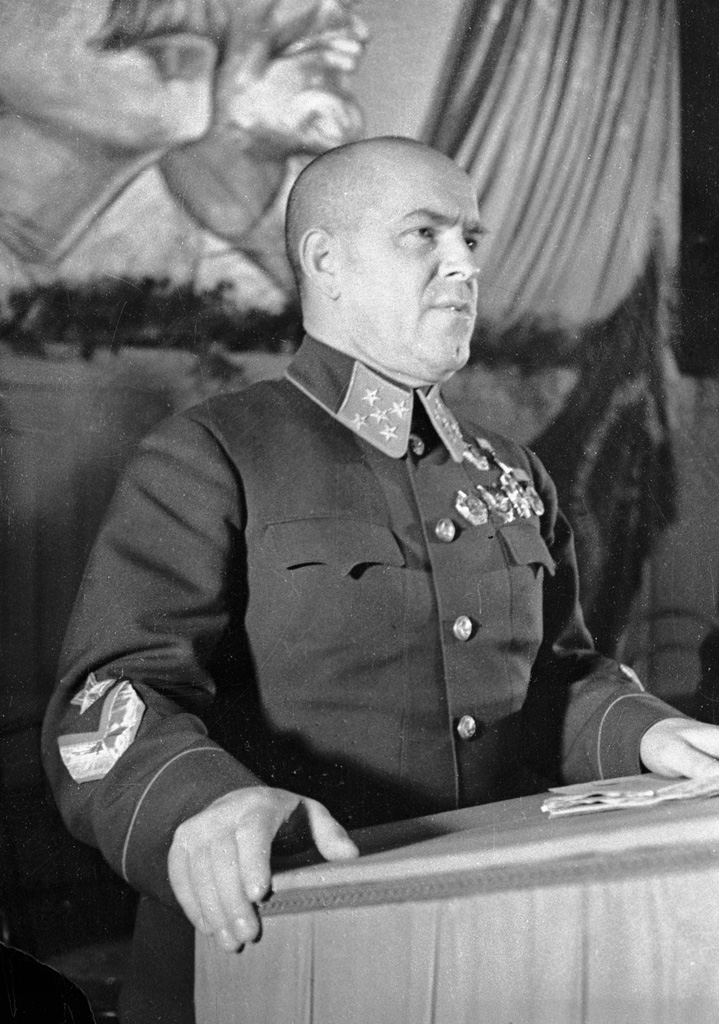
Маршал Жуков

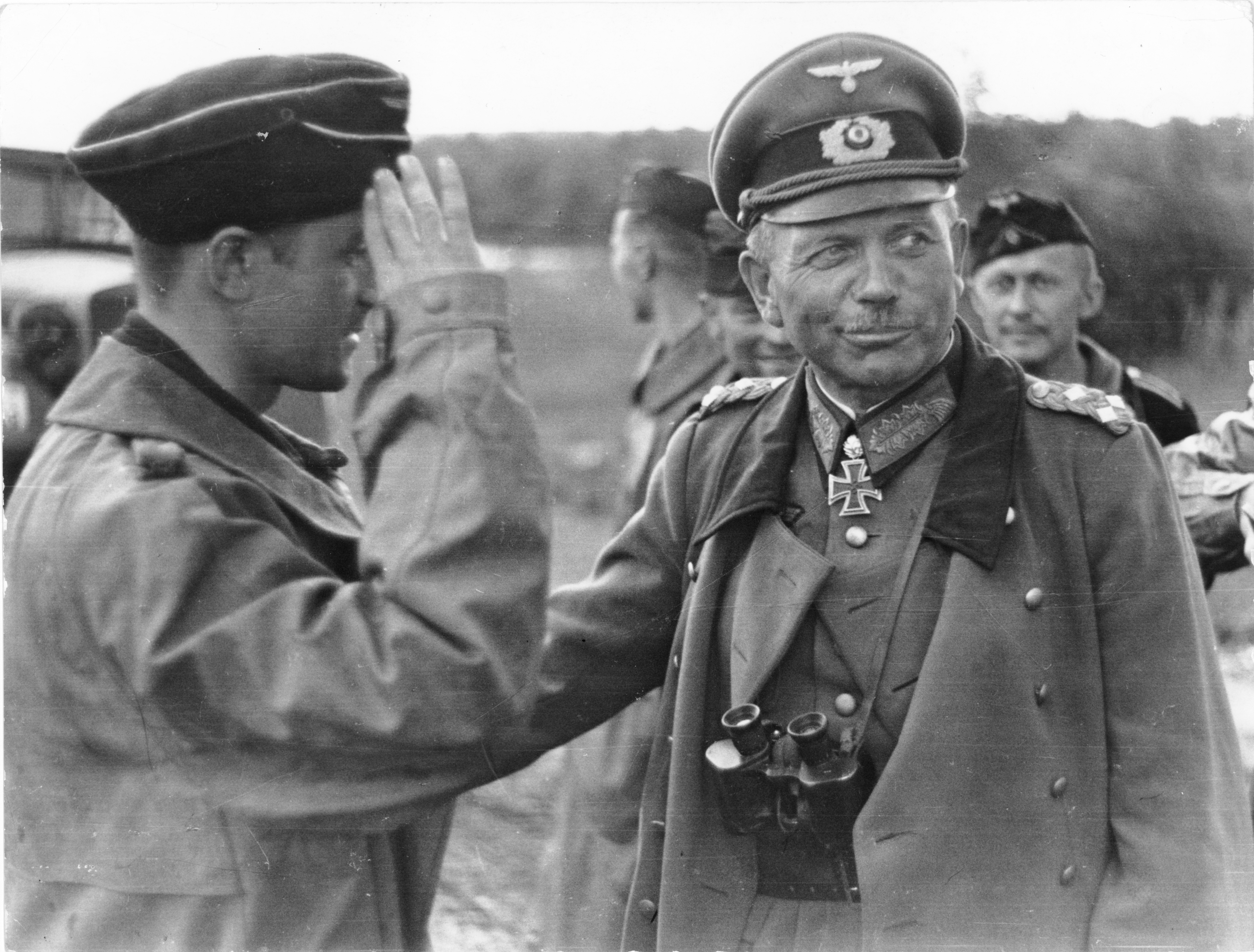
Генерал Гудериан на фронте

Операция «Солнцестояние» (нем. Unternehmen Sonnenwende) — одна из последних немецких наступательных операций на Восточном фронте в годы Второй мировой войны (с 15 по 18 февраля 1945 года). Основу ударной группы составляли войска СС, находившиеся в Померании.
По планам немецкого командования предполагалось, что генерал Гейнц Гудериан проведёт большое наступление и нанесёт удар по флангу 1-го Белорусского фронта севернее реки Варта. 61-я армия (генерал-полковника П. А. Белова) и 2-я гвардейская танковая армия (С. И. Богданова) отразили атаки 11-й танковой армии СС генерала Ф. Штайнера и 3-го танкового корпуса СС М. Унрайна.
Ответным ударом Г. К. Жуков разбил немецкую армию (Восточно-Померанская операция).
Изначально операция планировалась как крупное наступление с целью окружения наступающих советских войск и занятие Кюстрина. Но из-за ограниченных сроков, поспешного планирования немцами и хорошей работы советской разведки операция провалилась. Несмотря на провал операции, советскому командованию (ставке) пришлось отложить запланированное наступление на Берлин с февраля на апрель. За это время Советские войска очистили от германских войск Померанию и Силезию, тем самым обезопасив фланги. Остатки 11-й армии СС отступили за Одер.